# Māui (Hawaiiaanse mythologie)
Māui is een held uit de mythologie van Hawai. Hij deelt een aantal kenmerken met de demonen van Kupua. Af en toe neemt hij de vorm aan van een haan. Māui was onoverwinnelijk in hanengevechten. Daarnaast had hij de gave om zich om te vormen tot een andere vogelsoort.
Māui is de zoon van Akalana en zijn vrouw Hinakawea. Zij hebben vier zonen: Māui-mua, Māui-hope, Māui-kiokinai en Māui-a-kalana.
De vrouw van Māui-a-kalana is Hinakealohaila en zijn zoon heet Nanamaoa.